# Palazzo D’Alessandro di Pescolanciano al Corso

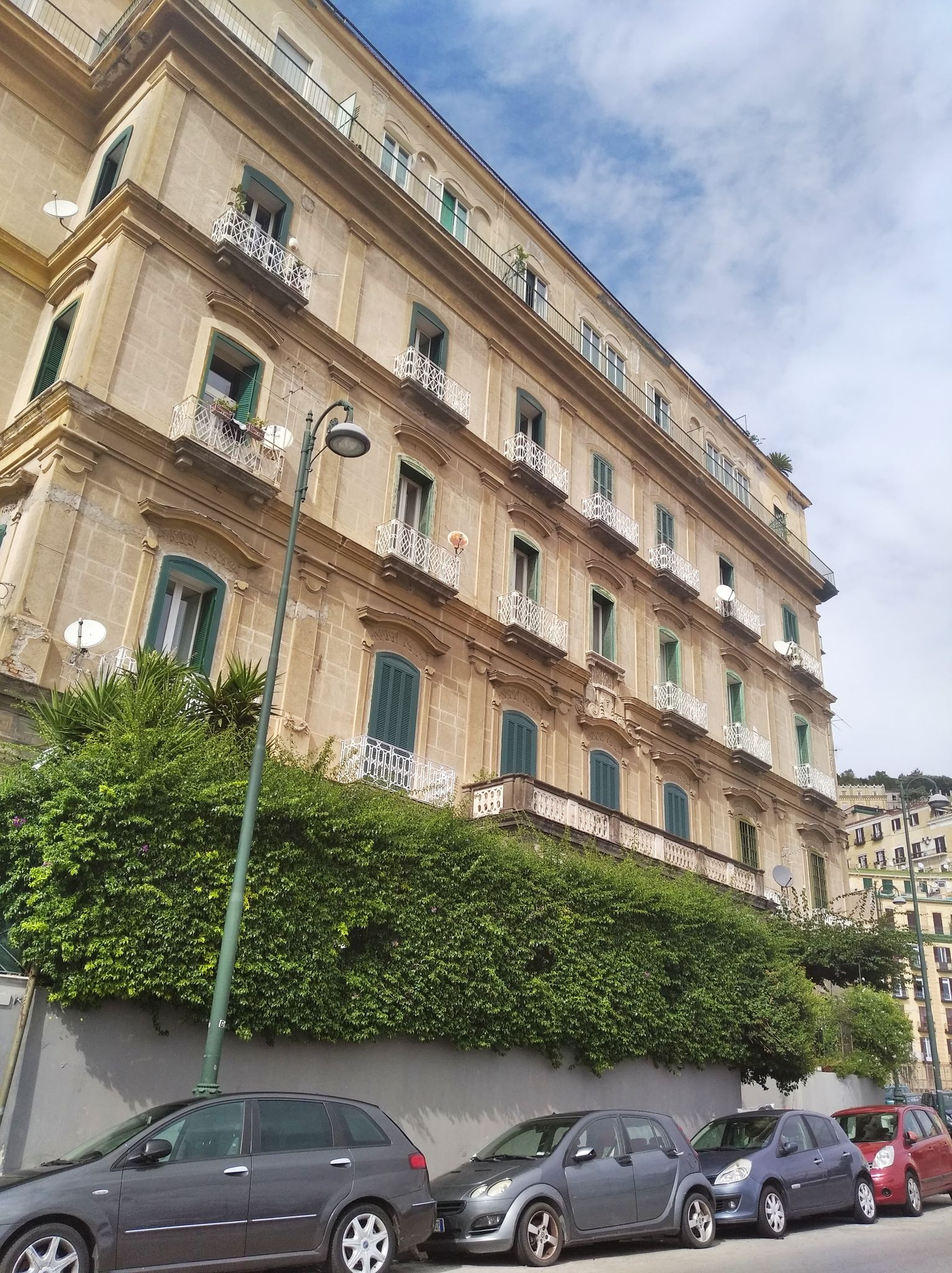
Palazzo D’Alessandro di Pescolanciano al Corso: Fassade zum Corso Vittorio Emanuele.

Der Palazzo D’Alessandro di Pescolanciano al Corso ist ein Palast aus dem 19. Jahrhundert im Viertel Vomero in Neapel in der italienischen Region Kampanien. Er liegt am Corso Vittorio Emanuele, 171.

## Geschichte
Der Palast, einer der wertvollsten des 19. Jahrhunderts in Neapel, wurde ab 1875 von Filippo Botta im Auftrag von Herzog Giovanni Maria d’Alessandro dort errichtet, wo die Trassierung des heutigen Corso Vittorio Emanuele gerade fertiggestellt war. Der Herzog von Prescolanciano, dessen Leidenschaft die Archäologie war und der bourbonenfreundlich war (so sehr, dass er als Agitator für die Banditen in seinem ehemaligen Lehensgebiet in Molise fungierte), wollte nach Jahrzehnten der wirtschaftlichen Schwierigkeiten das Prestige seiner Familie durch den Bau eines neuen Repräsentationsgebäudes erneuern. Daher machte es ihm nichts aus, dass er sich verschuldete. Das Gebäude sah einige Jahre des Glanzes, als im ersten Obergeschoss Bälle und Hochzeitsfeiern stattfanden, an denen die Besten der Aristokratie der Stadt teilnahmen. Dennoch wurde der Anstieg der Schulden nicht durch die landwirtschaftlichen Renditen kompensiert, die gegenüber den vergangenen Jahrhunderten immer noch geringer wurden; dazu kamen Schwierigkeiten, die Wohnungen in den oberen Stockwerken auf dem Mietmarkt zu platzieren. Um die Kreditgeber, die immer mehr drängten, zufriedenzustellen, war die einzige Lösung der Verkauf des gesamten Immobilienerbes der Familie (aufgeteilt zwischen Neapel und der Molise) durch eine öffentliche, gerichtliche Versteigerung. Diese fand ab 1891 statt; von da an war der Palast ein privates Mietshaus, aufgeteilt auf mehrere Eigentümerfamilien.

## Beschreibung
Der Palast zeigt sich als bemerkenswerte Konstruktion im klassizistischen Stil mit fünf Stockwerken, veredelt durch eine Eingangsvorhalle, getragen von vier dorische Säulen. Neben dem Empfangssalon sind zwei Nebentreppen angeordnet, begrenzt von sehr fein ausgearbeiteten Marmorbalustern; im hinteren Teil des Hofes befindet sich die Repräsentationstreppe mit einem Mittelzug, gefolgt von zwei symmetrischen Zügen.
Es gibt keine genauen Aufzeichnungen über den Erhalt der Kapelle und der Dekorationen, die der Herzog seinerzeit beauftragt hatte.

## Bildergalerie

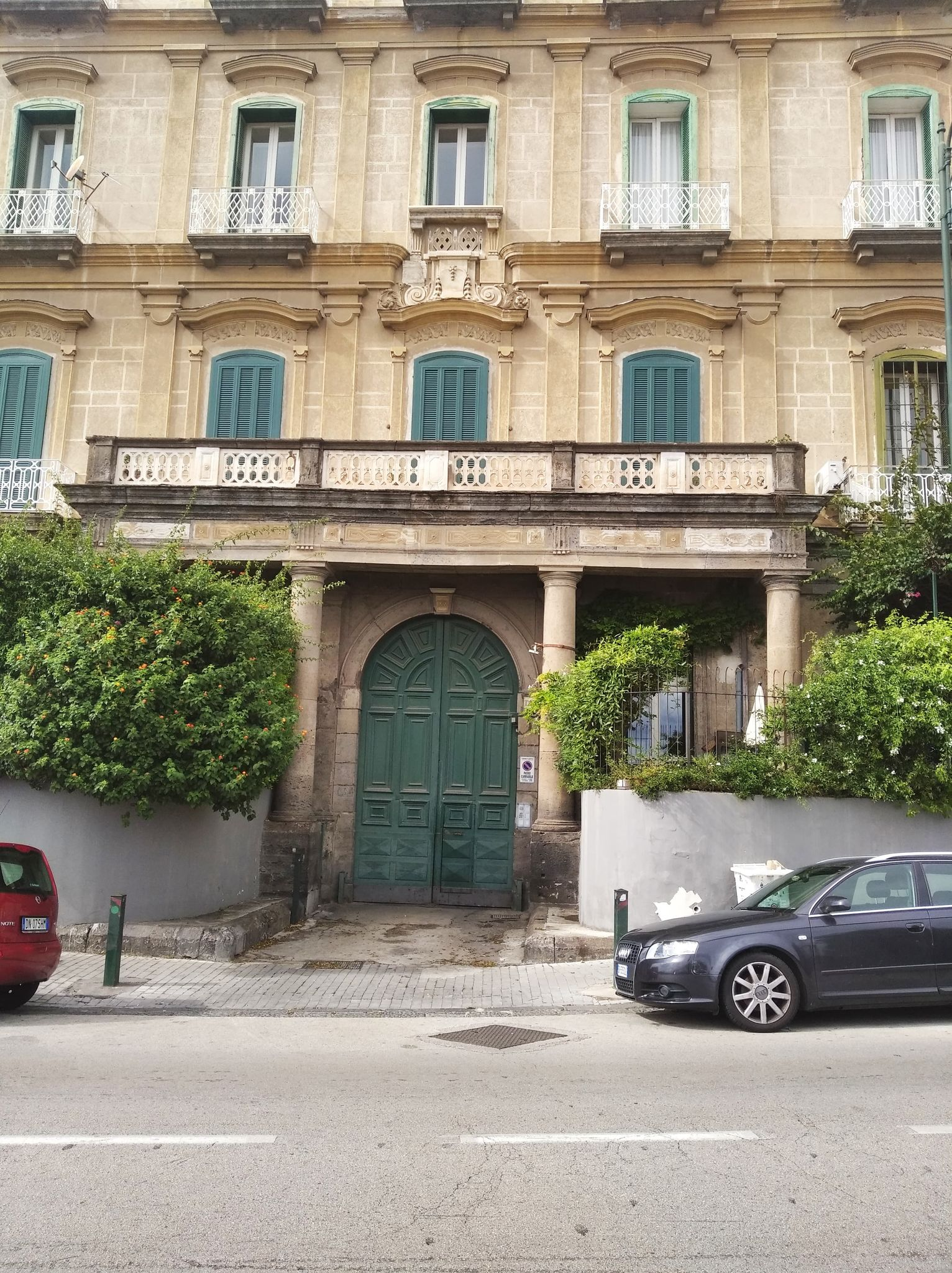
Eingang zum Palast
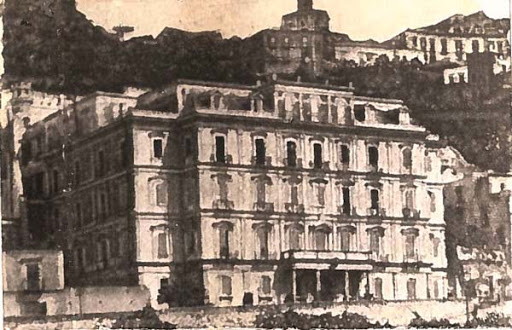
Foto des Palastes aus dem Ende des 19. Jahrhunderts